# Plastic Love
«Plastic Love» (プラスティック・ラブ, Purasutikku Rabu) es una canción publicada por la cantante japonesa Mariya Takeuchi. La canción está incluida en su álbum Variety (1984) y también fue publicada como sencillo un año después.Se trata de arquetipo del género City Pop; su melodía animada se halla en contraste con las letras que, impregnadas de melancolía, narran la historia de una mujer que, tras ser rechazada por su amado, se sumerge en un estilo de vida superficial y hedonista. En su estreno, logró un éxito discreto en Japón, posicionándose en el puesto 86 del ranking de sencillos de Oricon y comercializando cerca de 10 000 ejemplares.
Hacia el ocaso de la década de 2010, una versión extendida de ocho minutos de «Plastic Love» alcanzó un éxito inesperado al propagarse viralmente, gracias a las recomendaciones frecuentes del algoritmo de YouTube. Para el año 2019, el videoclip había acumulado más de 22 millones de reproducciones, cifra que ascendió a más de 55 millones en 2021, antes de su retirada por una disputa de derechos de autor. La notoriedad adquirida por el tema propició un renovado interés global en el City Pop. Junto con «Mayonaka no Door (Stay With Me)», un sencillo de 1979 de Miki Matsubara, «Plastic Love» se erigió como un portal para que una audiencia juvenil descubriera el género, consolidándose como una de las composiciones más emblemáticas de dicho estilo musical.
En el año 2018, la versión interpretada por Friday Night Plans de «Plastic Love» se posicionó en el lugar número 30 de la lista de sencillos de Oricon. Una reedición del sencillo original de Takeuchi en formato vinilo de 12 pulgadas escaló hasta la quinta posición en la misma lista en 2021, y fue proclamado el sencillo analógico más comercializado de 2022 en Japón; Warner Music Japan honró la pieza con un videoclip oficial. Por otro lado, una interpretación del colectivo idol japonés Juice=Juice alcanzó la tercera posición en la lista de ventas de sencillos de Oricon en 2021 y se ubicó en el puesto número 85 en la clasificación de sencillos del año 2022 de Oricon.

## Producción y lanzamiento
«Plastic Love» fue escrita e interpretada por Takeuchi y producida por su esposo el compositor y músico Tatsuro Yamashita. En una entrevista con The Japan Times, Takeuchi comentó, "yo quería escribir algo bailable, algo con sonido pop de la ciudad... (la letra) cuenta la historia de una mujer que perdió al hombre que realmente amaba". Entre los músicos que participaron en la grabación figuran Yamashita quien también interpretara la guitarra o la percusión, Yasuharu Nakanishi el piano eléctrico, Kōki Itō el bajo eléctrico o Jūn Aoyama la batería.
La canción fue publicada en el álbum exitoso de Takeuchi Variety (1984). También fue su duodécimo sencillo en ser publicado (1985).

## Resurgimiento
El 5 de julio de 2017 una remezcla de 8 minutos hecha por un fan, llamado "Plastic Lover", fue publicada en YouTube. El vídeo mostró una versión recortada de la carátula del sencillo «Sweetest Music», tomada por el fotógrafo residente de Los Ángeles, Alan Levenson. Coincidiendo con el aumento de popularidad del género musical vaporwave, el video se difundió rápidamente a través de la plataforma a través del algoritmo de recomendaciones. Su difusión se vio favorecida por los memes de internet, discusiones en Reddit, y fan art del diseño de portada de «Sweetest Music» en plataformas como DeviantArt. El video obtuvo 24 millones de visualizaciones antes de ser eliminado por una disputa de derechos de autor con Levenson pero fue restaurada en 2019 con créditos otorgados a Levenson en la descripción de video y en la miniatura.
En 2019 un video musical de 90 segundos, producido por Kyōtaro Hayashi fue publicado en el canal de YouTube de Warner Music Japan. La versión completa fue publicada el 11 de noviembre del 2021.
Existen múltiples versiones de «Plastic Love» incluyendo covers por Tofubeats, Friday Night Plans, Chai, AGA y Tak Kato.
El 11 de noviembre de 2021 Warner Music Japón publicó el video oficial de Plastic Love

## Recepción
Ryan Basil en su reportaje "An 80s Japanese Track Is the Best Pop Song in the World" ("Una canción japonesa de los 80 es la mejor canción pop del mundo") para la revista Vice señaló la repercusión y calidad de la composición. Como puntos más positivos señaló que es "una melodía rara que no necesita palabras para describir un sentimiento específico – uno de lujuria, amor, miedo, aventura, pérdida, todo atrapado en medio de un remolino en una noche en la ciudad".

"Es el tipo de canción que, cuando la escuchas por primera vez, como hice yo, hace unos meses, parece que siempre ha estado allí, marinada en algún lugar de la corteza cerebral o como un recuerdo del útero. Esta melodía es tu vida y tú estás en la melodía. En este caso, sentado en el distrito de Kabukicho de Tokio, desolado y con el corazón roto, pero también lubricado con un apasionado sentido de la aventura, sediento de estimulación y Asahi."
Ryan Basil (Vice.com, 2018) 

Álvaro Arbonés en "City Pop – La música de los felices años 80 nipones" para la revista Caninomag incide en el hecho de que Takeuchi fuera de entre las mujeres vinculadas al City Pop la más recordada.

"Con una carrera larga y generosa sólo brevemente interrumpida por su matrimonio con Tatsuro Yamashita, con quien tendría un hijo, a su regreso a las tablas conseguiría el primer gran éxito de su carrera: el disco Variety. Algo propiciado por la producción del propio Yamashita, quien enfocó el estilo más cercano al j-pop de Takeuchi hacia un más contemporáneo (para la época) enfoque city pop con fuertes aires funk que se materializarían en singles tan potentes como «Plastic Love»".
Álvaro Arbonés (Caninomag, 2017) 

## Lista de canciones
Todas las canciones escritas por Mariya Takeuchi.
1. «Plastic Love» (Extended club mix) – 9:15
2. «Plastic Love» (New re-mix) – 4:50

## Créditos
Créditos adaptados desde las notas del álbum.
- Mariya Takeuchi – voz principal y coros
- Tatsurō Yamashita – guitarra eléctrica, piano, teclado, percusión, coros
- Yasuharu Nakanishi – piano eléctrico
- Kōki Itō – bajo eléctrico
- Jūn Aoyama – batería
- Tadanori Konakawa – trombón
- Ernie Watts – saxofón
- Taeko Ohnuki – coros

## Posicionamiento
| Gráfica (1985)               | Pico de posición |
| ---------------------------- | ---------------- |
| Japón (Oricon Singles Chart) | 86               |